# Matej Landl
Matej Landl (ur. 12 czerwca 1963 w Bratysławie) – słowacki aktor.

## Filmografia
- 1975 – Simultánka s Alochinom
- 1975 – Cenkovej deti
- 1976 – Prázdniny u starej mamy
- 1978 – Spadla z oblakov
- 1978 – Kamarátka Suska
- 1979 – Manzelcatá
- 1979 – Nekonecná nevystupovat
- 1991 – Ked hviezdy boli cervené
- 1994 – Hon na carodejnice
- 1994 – Na krásnom modrom Dunaji
- 1994 – Spoved
- 1994 – Night of the Archer
- 1997 – Orbis Pictus
- 1997 – V zajatí lásky
- 1998 – Amine emlékezete
- 2000 – Vyhnanci
- 2002 – Zostane to medzi nami
- 2002 – Ucieczka do Budapesztu
- 2005 – O dve slabiky pozadu
- 2007 – Polcas rozpadu
- 2008 – Malé oslavy
- 2008 – Velký respekt
- 2009 – Chut leta
- 2009 – Ordinácia v ruzovej záhrade
- 2009 – Keby bolo keby
- 2010 – Obcanský prukaz
- 2011 – Dr. Ludsky
- 2013 – Kriminálka Staré Mesto
- 2013 – Ceské století
- 2014 – Tajne zivoty
- 2014 – Superhrdinovia
- 2014 – Dr. Ema
- 2015 – Górka Dolna
- 2015 – Labyrint
- 2015 – Vojtech
- 2015 – Johancino tajemství
- 2016 – Zázracný nos